# Кужлєв Олег Борисович
Олег Борисович Кужлєв (рос. Олег Борисович Кужлев, 12 серпня 1966, Красноярськ, РРФСР, СРСР) — радянський і російський футболіст, півзахисник та нападник.

## Клубна кар'єра
Почав грати у футбол в Красноярську. У 1980 році перейшов у ленінградський спортінтернат № 62 (тренер Горбунов Олександр Іванович). У 1981 році на турнірі спартаківських команд в Москві був визнаний найкращим півзахисником, і в 1982 році запрошений в «Спартак» Костянтина Бєскова.
У 1983—1987 роках грав за юнацькі збірні, дубль і основний склад московського «Спартака». Надалі, розуміючи, що не проходить в основну команду, грав у столичних «Динамо» і «Локомотиві», а потім в команді другого чехословацького дивізіону «Жиліна».
Повернувшись у 1991 році в «Спартак», він дізнався, що клуб відмовляється дати йому обіцяну квартиру, і в 1992 році пішов з команди.
У 1992 році перейшов в туніський «Етуаль дю Сахель», потім грав за ряд російських клубів нижчих ліг, а також футзальний «Спартак».
У 1995—1996 роках два сезони провів в китайському клубі «Шанхай Пудун».
Повернувшись в Росію, продовжив виступати за клуби другого і третього дивізіонів, а також міні-футбольні команди. У 2000 році провів 5 матчів за білоруське «Динамо» (Берестя).

## Тренерська кар'єра
З 2003 по травень 2007 року тренер СДЮШОР «Спартак» (Москва).

## Досягнення
- Чемпіон СРСР: 1987
- Срібний призер чемпіонату СРСР: 1983, 1984, 1985
- Бронзовий призер чемпіонату СРСР: 1986
- Володар Кубка СРСР: 1991/92
- Чемпіон Росії: 1992.

## Виступи у єврокубках
За «Спартак»:
- Кубок УЄФА 1986—1987: 4 матчі, 1 гол
- Кубок європейських чемпіонів 1988—1989: 2 матчі
- Кубок володарів кубків 1992—1993: 1 матч

## Особисте життя
Син Олег також футболіст, у 2008 році грав за клуб «Нара-ШБФР» з Наро-Фомінська.